# Hellyethira simplex
Hellyethira simplex är en nattsländeart som först beskrevs av Martin E. Mosely 1934.  Hellyethira simplex ingår i släktet Hellyethira och familjen smånattsländor. Inga underarter finns listade i Catalogue of Life.